# Марк Публиций Малеол
Марк Публиций Малеол (на латински: Marcus Publicius Malleolus) e политик на Римската република през 3 век пр.н.е.
През 240 пр.н.е. е плебейски едил и конструира храм на Флора. Заедно с брат си и колега Луций Публиций Малеол организира поетичните състезания Jocs Florals (игри на цветята). Те строят и Publicius Clivus на входа на Авентин.
През 232 пр.н.е. той е консул заедно с Марк Емилий Лепид.